# 타우리스의 이피게네이아

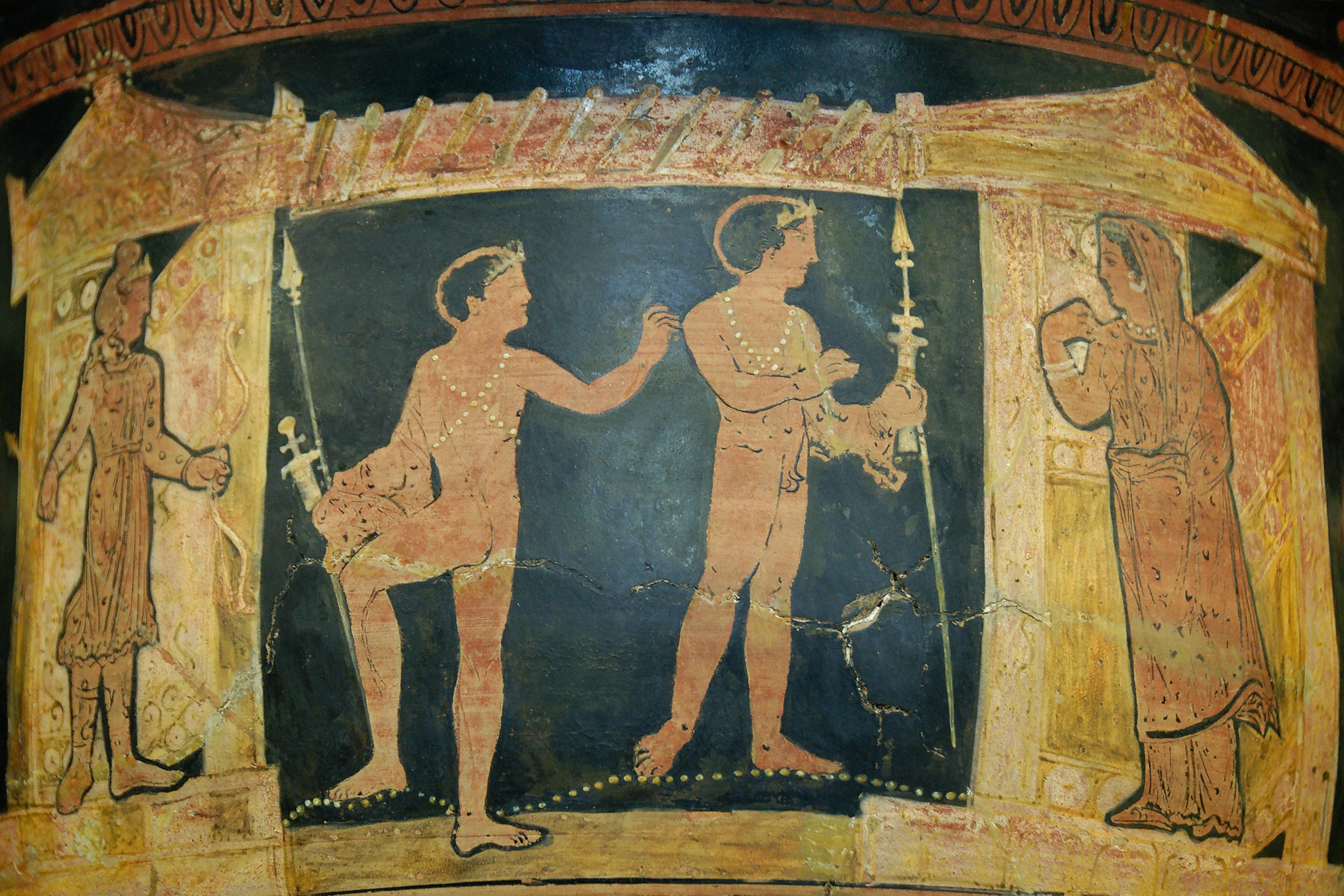
고대 그리스 물병은 오레스테와 필라데스가 이피게네이아를 타우리스에서 만나는 장면을 보여준다

타우리스의 이피게네이아(프랑스어: Iphigénie en Tauride)는 크리스토프 빌리발트 글루크가 작곡한 4막의 오페라이다. 프랑스어 대본은 Nicolas-François Guillard가 작성하였다. 초연은 1779년 5월 18일, 파리에서 막이 올려졌다.

## 등장인물
| 배역                                           | 성악 부분 | 1779년 5월 18일 초연 |
| ---------------------------------------------- | --------- | -------------------- |
| Iphigénie (이피게네이아), 다이아나 신의 여사제 | 소프라노  | Rosalie Levasseur    |
| Oreste (오레스테스), 그녀의 남동생             | 바리톤    | Larrivée             |
| Pylade (필라데스), 오레스테스의 친구           | 테너      | Legros               |
| 토아스, Scythia 왕                             | [베이스   | Moreau               |
| Diane (다이아나)                               | 소프라노  |                      |
| Scythians, priestesses of Diana, Greeks        |           |                      |

## 줄거리
- 트로이 전쟁 후, 그리스의 타우리스 섬

이페게네이아는 아가멤논과 클뤼템네스트라의 딸로 엘렉트라와 오레스테스의 남매이다. 그녀의 가족이 서로 죽이려는 꿈이 실제로 나타난다. 토아스 왕은 최근에 타우리스 해안가에 있는 난파선에서 살아남은 이들이 반드시 희생이 되어야한다고 알리고, 이페게네이아는 그들이 오레스테스와 그의 친구인 피란데스임을 인식한다. 비록 다이아나 신의 agency에도 불구하고, 이피게네이아와 그녀의 남동생과 그리스 사람들은 마침내 구원된다.